# جيف مونتجومري
جيف مونتجومري (بالإنجليزية: Jeff Montgomery)‏ هو لاعب كرة قاعدة أمريكي، ولد في 7 يناير 1962 في ويلستون في الولايات المتحدة.

## وصلات خارجية
- جيف مونتجومري على موقع دوري كرة القاعدة الرئيسي (الإنجليزية)
- جيف مونتجومري على موقعبيزبول رفرنس.كوم (الدوري الرئيسي) (الإنجليزية)
- جيف مونتجومري على موقعبيزبول رفرنس.كوم (الدوري الثانوي) (الإنجليزية)
- جيف مونتجومري على موقع إي إس بي إن.كوم (أم.أل.بي) (الإنجليزية)
- جيف مونتجومري على موقع مشجعي الرسوم البيانية (الإنجليزية)